# Neo-trance
Neo-Trance (jinak znám jako Minimal Trance) je subžánr trancu. Spojuje v sobě oldskoolové trance elementy s minimalem, tech-housem, technem apod.
Používá různé hudební aspekty, které s trancem přímo nesouvisí, ale stále se drží jeho původní myšlenky. Obsahuje hlubší a především smysluplné texty. Avšak může být i bez vokálů. Neo-trancoví umělci často pracují s vokalisty, kteří zaznamenávali především na undergroundové straně trancu. Hudba má sama o sobě své kořeny v minimal technu, ale přidává melodické prvky a členění. Neo-trance je také používán k popisu trance hudby, která výrazně čerpá inspiraci ze syntetizátorových skladeb z konce 70. a první poloviny 80. let.
Termín "neo-trance" byl poprvé použit v britském DJ Magazine hudebním kritikem a novinářem Timem Starkem k popisu práce německých producentů a DJů Kyau & Albert. Ten byl následně přijat a začal se rozmnožovat v trance scéně.

## Interpreti
- Daniela Stickroth
- Extrawelt
- Gregor Tresher
- Guy Gerber
- Fairmont
- Nathan Fake
- James Holden
- John Digweed
- Paul Kalkbrenner
- Petter Nordkvist
- Trentemøller

## Vydavatelství
- Border Community
- Maripoza Records
- Moonbeam